# Стенлі Мензо
Стенлі Мензо (нід. Stanley Menzo; нар. 15 жовтня 1963, Парамарибо) — нідерландський футболіст, що грав на позиції воротаря. По завершенні ігрової кар'єри — тренер.
Виступав, зокрема, за «Аякс», «Льєрс», а також національну збірну Нідерландів, у складі якої був учасником чемпіонату світу та Європи. У складі амстердамського клубу крім низки національних трофеїв став володарем Кубка володарів кубків та Кубка УЄФА.

## Клубна кар'єра
Народився 15 жовтня 1963 року в нідерландській колонії Суринам. Потім його сім'я емігрувала до Нідерландів і поселилася в Амстердамі. Мензо вихованець аматорського клубу «Зебюргія», а віці 19 років почав професійну кар'єру в амстердамському «Аяксі». У першому сезоні не зміг виграти конкуренцію у Ганса Гальє і в 1984 році відправився в оренду в «Гарлем».
Повернувшись в «Аякс», Мензо у сезоні 1984/85 виграв чемпіонат Нідерландів, але основним воротарем клубу став лише з наступного сезону і в подальшому він ще двічі завоював чемпіонство і тричі ставав володарем Кубка Нідерландів. Він залишався номером один «Аякса» протягом семи сезонів і допоміг команді виграти Кубок володарів кубків у 1987 році і Кубок УЄФА у 1992 році. У сезоні 1991/92 Мензо був витіснений Едвіном ван дер Саром.
Влітку 1994 року Стенлі перейшов в ПСВ, де став дублером Роналда Ватерреса і нечасто виходив на поле, втім виграв ще один Кубок Нідерландів у 1996 році.
У тому ж 1996 році 33-річний Мензо реанімував свою кар'єру в бельгійському «Льерсі». Він був основним голкіпером і вніс чималий внесок у завоювання Кубка Бельгії і виграшу Жюпіле Ліги. У 1997 році Мензо на правах оренди недовго грав за французький «Бордо», де мав замінити Жильбера Бодара, але з приходом молодого Ульриша Рамі Стенлі повернувся в «Льєрс».
У 1999 році він повернувся в «Аякс», де був резервним воротарем протягом двох сезонів, залишаючись за спиною Фреда Гріма. У 2001 році Мензо перейшов в аматорський клуб «Апелдорн». Після закінчення сезону він завершив кар'єру футболіста і став тренером.

## Виступи за збірну
6 вересня 1989 року дебютував в офіційних матчах у складі національної збірної Нідерландів в товариській грі проти Данії (2:2). Після цього Стенлі не грав за збірну протягом трьох років, залишаючись в тіні Ганса ван Брекелена. Але незважаючи на цю обставину Стенлі в статусі запасного воротаря був учасником чемпіонату світу 1990 року в Італії і чемпіонату Європи 1992 року у Швеції.

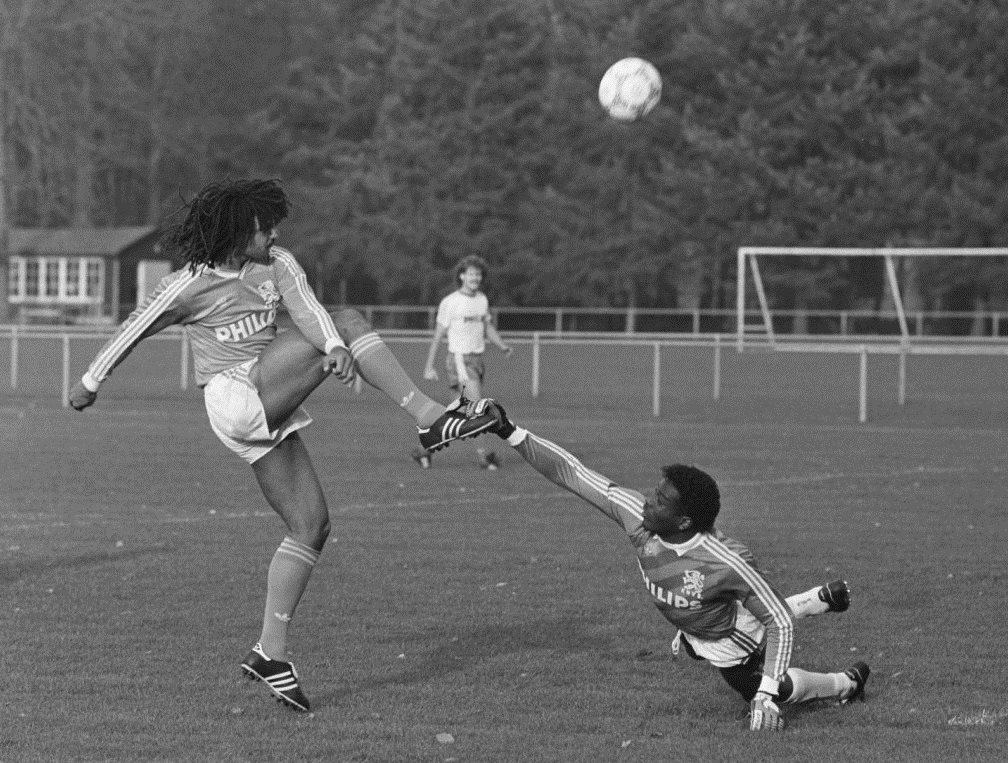
Стенлі Мензо (праворуч) проти Руда Гулліта в тренувальному матчі «молодіжки» проти збірної Нідерландів. 11 листопада 1986 року.

Після «мундіалю» ван Брекелен завершив кар'єру у збірній і Мензо став основним воротарем збірної, взявши зокрема участь у двох матчах кваліфікації до чемпіонату світу 1994 року у США проти збірних Норвегії та Польщі, але грав невпевнено і так само як і в клубі швидко був витіснений молодим Едвіном ван дер Саром. Всього протягом кар'єри у національній команді провів у формі головної команди країни лише 6 матчів, пропустивши 10 голів.

## Кар'єра тренера
Під час виступів за аматорський «Апелдорн» в червні 2001 року Мензо став також тренером воротарів у клубі, з яким став аматорським чемпіоном Нідерландів. Наприкінці сезону 2001/02 головний тренер Петер Бош покинув клуб і Мензо було призначено новим головним тренером клубу на сезон 2002/03 років.
В подальшому з 2003 по 2005 рік очолював аматорський столичний клуб АФК, а паралельно влітку 2004 року, після того, як колишній партнер по «Аяксу» Марко ван Бастен став головним тренером збірної Нідерландів, Мензо був призначений тренером воротарів національної команди і працював там протягом двох років. Тоді ж у лютому 2005 року Мензо отримав і диплом тренера професійних клубів.
У сезоні 2005/06 очолював «Апелдорн», а у червні 2006 року став головним тренером «Волендама», замінивши Ерні Брандтса, пропрацював у команді два сезони і в сезоні 2007/08 виграв Еерстедивізі.
20 вересня 2008 року став головним тренером «Камбюра», найвищим досягненням з яким стало друге місце у Еерстедивізі сезону 2009/10, втім у плей-оф клуб не зміг здобути право виступати у вищому дивізіоні. Наприкінці жовтня 2010 року він пішов у відставку і став асистентом тренера у «Вітессі». У сезоні 2010/11 він працював під керівництвом Альберта Феррера, у сезоні 2011/12 — Джона ван ден Брома і в сезоні 2012013 — Фреда Рюттена.
У травні 2013 року став головним тренером клубу найвищого дивізіоні Бельгії «Льєрса», де він залишився до свого звільнення наприкінці серпня 2014 року. 21 грудня 2014 року знову очолив АФК, в якому працював до кінця сезону.
7 квітня 2016 року було оголошено, що Мензо був призначений керівником молодіжного розвитку в «Аяксі» (Кейптаун). У жовтні 2016 року він був призначений головним тренером команди після відставки Роджера де Са і працював з командою до грудня 2017 року, коли його договір було розірвано за взаємною згодою.

## Титули і досягнення

### Командні
- Чемпіон Нідерландів (3):

«Аякс»: 1984–85, 1989–90, 1993–94
- Володар Кубка Нідерландів (4):

«Аякс»: 1985-86, 1986-87, 1992-93
ПСВ: 1995–96
- Володар Суперкубка Нідерландів (1):

«Аякс»: 1993
- Чемпіон Бельгії (1):

«Льєрс»: 1996–97
- Володар Кубка Бельгії (1):

«Льєрс»: 1998–99
- Володар Кубка Кубків УЄФА (1):

«Аякс»: 1986–87
- Володар Кубка УЄФА (1):

«Аякс»: 1991–92

### Особисті
- Найкращий голкіпер року в Нідерландах[nl]: 1990
- Найкращий голкіпер року в Бельгії[nl]: 1990